# Evania dubia
Evania dubia är en stekelart som beskrevs av Gyöö Viktor Szépligeti 1908.
Evania dubia ingår i släktet Evania och familjen hungersteklar. Inga underarter finns listade i Catalogue of Life.